# ماثيو بسالتيس
ماثيو بسالتيس (Πατριάρχης Ματθαίος) بطريرك الإسكندرية للروم الأرثوذكس من 1746 الي 1766. ولد في جزيرة أندروس اليونانية. كان راهبًا في دير كوتلوموش في جبل آثوس ، ثم مطران ليبيا ودير الزلاتري في والاشيا.
كان مساعدًا لسلفه البطريرك كوزماس الثالث (1737-1746) ، وانتُخب بموجب وصيته في 18 أغسطس 1746 بطريركًا للإسكندرية على الرغم من معارضة البطريرك بيسيوس الثاني بطريرك القسطنطينية .
لتسديد الديون المستحقة للسلطات التركية ، احتاجت بطريركية الإسكندرية إلى أموال فأرسل مسيحيو مولدوفا والبندقية وروسيا الأموال الي كنيسة الإسكندرية للروم الأرثوذكس لتسديد ديونهم وإصلاح الكنائس في الإسكندرية والقاهرة والمكتبة البطريركية .
توجه نجوس إياسو الثاني ووالدته مارثا (en) إلى بطريرك الإسكندرية للروم الأرثوذكس بطلب لإرسال كاهن لاهوتي إلى إثيوبيا ، بالإضافة إلى نصوص المجالس المسكونية السبعة. أرسل البطريرك ماثيو بعثة إلى إثيوبيا برئاسة هيرومونك ستيفن ، الذي بنى مدرسة هناك وخطط لبناء كنيسة أرثوذكسية .
في مايو 1766 ، أثناء وجوده في القسطنطينية ، أرسل رسالة إلى مصر أعلن فيها عن نيته التنازل عن العرش بسبب أعتلال صحته ، وطلب إلى أن الأرشمندريت كبريان خلفًا له .
تقاعد البطريرك ماثيو وعاد إلى دير كوتلومش الذي كرس له بقية حياته. مات هناك عام 1774 أو 1775. [بحاجة لمصدر]